# Lill-Kärrsjön
Lill-Kärrsjön är en sjö i Örnsköldsviks kommun i Ångermanland och ingår i Gideälvens huvudavrinningsområde. Sjön har en area på 0,352 kvadratkilometer och ligger 264,1 meter över havet.

## Delavrinningsområde
Lill-Kärrsjön ingår i det delavrinningsområde (707527-163583) som SMHI kallar för Mynnar i Gideälven. Medelhöjden är 282 meter över havet och ytan är 7,87 kvadratkilometer. Räknas de 3 avrinningsområdena uppströms in blir den ackumulerade arean 31,15 kvadratkilometer. Kärrsjöbäcken som avvattnar avrinningsområdet har biflödesordning 2, vilket innebär att vattnet flödar genom totalt 2 vattendrag innan det når havet efter 72 kilometer. Avrinningsområdet består mestadels av skog (82 procent). Avrinningsområdet har 0,35 kvadratkilometer vattenytor vilket ger det en sjöprocent på 4,5 procent.